# Stateira a II-a
Stateira a II-a (în greacă Στάτειρα; d. 323 î.Hr.), cunoscută posibil, de asemenea, sub numele de Barsine, a fost fiica Stateirei I-a și a regelui Darius al III-lea al Persiei. După înfrângerea tatălui ei în Bătălia de la Issos, Stateira și surorile ei au devenit prizonierele lui Alexandru cel Mare. Au fost bine tratate, iar ea a devenit cea de-a doua soție a lui Alexandru după nunta de la Susa din anul 324 î.Hr. În aceeași ceremonie Alexandru s-a căsătorit, de asemenea, cu verișoara Stateirei, Parysatis, fiica regelui Artaxerxes al III-lea⁠(en)[traduceți], predecesorul lui Darius. După moartea lui Alexandru în 323 î.Hr., Stateira a fost ucisă de Roxana, prima soție a acestuia.

## Nume
Cercetătorii istorici s-au contrazis cu privire la numele ei. În lista lui de căsătorii care au avut loc la Susa, Arrian (c. 86 -  după 146), o numește „Barsine”. Ea este frecvent confundată cu o altă Barsine, care a fost, de asemenea, ținută captivă de către Alexandru aproximativ în aceeași perioadă. Istoricul William Woodthorpe Tarn afirmă că numele ei oficial a fost „Barsine”, dar că ar fi fost numită în mod popular „Stateira”. Tarn citează și alte cazuri de confuzie, menționând că până la sfârșitul secolului al III-lea î.Hr., legendele au confundat-o adesea pe Roxana cu Stateira, ca fiind fiica lui Darius.

## Primii ani
Stateira a fost fiica cea mare a regelui Darius al III-lea al Persiei și a soției lui, numită, de asemenea, Stateira. Ambii ei părinți au fost adesea descriși ca fiind frumoși sau chipeși, ceea ce l-a determinat pe Tarn să presupună că Stateira „era suficient de atrăgătoare, în orice caz pentru o prințesă, pentru a fi considerată... frumoasă”. Data nașterii ei este necunoscută; prin 333 î.Hr. ea avea vârsta potrivită pentru căsătorie. După ce Alexandru cel Mare a invadat Persia, Stateira și familia ei au însoțit armata lui Darius. În noiembrie 333 armata lui Alexandru i-a înfrânt pe perși în Bătălia de la Issos. Darius a fugit și armata macedoneană i-a capturat curând familia. Deși multe femei persane capturate au fost tratate cu brutalitate, Stateira, mama ei, sora ei, Drypetis, fratele ei mai mic și bunica lor paternă, Sisygambis, au fost bine tratate, din ordinul lui Alexandru, și li s-a permis să-și păstreze statutul lor social.

## Căsătoria cu Alexandru cel Mare
În următorii doi ani, Stateira și familia ei au urmat armata lui Alexandru. Mama ei a murit la un moment dat între 333 și 331 î.Hr., lăsând-o pe Sisygambis ca tutore a copiilor. Deși Darius a încercat de mai multe ori să-și răscumpere familia, Alexandru a refuzat să-i returneze femeile. Darius i-a propus apoi lui Alexandru să se căsătorească cu Stateira și a fost de acord să renunțe la pretențiile lui cu privire la o parte din terenurile pe care Alexandru le cucerise deja, dorind să obțină încetarea războiului. Alexandru a refuzat oferta, amintindu-i lui Darius că el stăpânea deja atât pământul, cât și pe Stateira, și că, dacă ar vrea să se căsătorească cu ea, nu i-ar trebui permisiunea lui Darius.
În 330 î.Hr. Alexandru a părăsit-o pe Stateira și pe familia ei la Susa, recomandându-i să învețe limba macedoneană veche. Istoricul Elizabeth Donnelly Carney speculează că Alexandru a decis deja să se căsătorească cu Stateira și că dorea să o pregătească pentru a-i deveni soție. Stateira a devenit soția lui Alexandru în 324 î.Hr., la aproape zece ani după capturarea ei, într-o ceremonie cunoscută sub numele de „Nunțile de la Susa”, care a durat cinci zile. Nouăzeci de alte femei aristocrate persane s-au căsătorit tot atunci cu soldații macedoneni care îi erau loiali lui Alexandru; una dintre acestea a fost Drypetis, care s-a căsătorit cu prietenul lui Alexandru, Hephaestion. În aceeași ceremonie, Alexandru s-a căsătorit și cu Parysatis, fiica fostului rege persan Artaxerxes al III-lea. Era o practică destul de comună în acea vreme căsătoria conducătorilor cuceritori cu văduva sau fiica regelui detronat. Prin căsătoria sa cu ambele femei, Alexandru a consolidat legăturile lui cu ambele ramuri ale familiei regale a Imperiului Ahemenid.
Alexandru cel Mare a murit în anul următor, 323 î.Hr. După moartea lui, prima sa soție, Roxana, a complotat împreună cu diadohul Perdiccas⁠(en)[traduceți] pentru uciderea Stateirei. Roxana a dorit să întărească poziția ei și a fiului ei, Alexandru al IV-lea, debarasându-se de o rivală care ar fi putut pretinde - sau a pretins a fi - însărcinată. Potrivit relatării lui Plutarh, sora Stateirei, Drypetis, a fost ucisă în același timp; Carney consideră că Plutarh a făcut o confuzie și că Parysatis a murit de fapt odată cu Stateira.

## Reprezentări

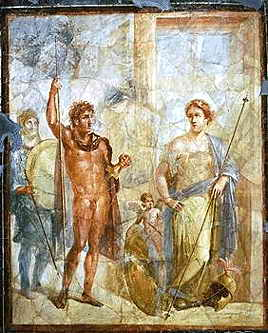
O frescă din Pompeii, reprezentându-i pe Alexandru și Stateira

Stateira ar putea fi reprezentată într-o frescă descoperită în cursul săpăturilor de la Pompeii. Fresca înfățișează un războinic nud cu o mantie macedoneană purpurie, considerat a fi probabil Alexandru. În stânga lui se află o femeie purtând o coroană și ținând un sceptru. Oamenii de știință nu s-au pus de acord dacă această femeie este Roxana sau Stateira.
În filmul Alexander (2004) al lui Oliver Stone, Stateira este interpretată de actrița franceză Annelise Hesme.

## Legături externe
- Pothos.org - Stateira, mama si fiica Arhivat în 20 august 2007, la Wayback Machine.
- Livius.org - Barsine/Statira Arhivat în 6 noiembrie 2014, la Wayback Machine.